# Station Piła Kalina
Station Piła Kalina is een spoorwegstation in de Poolse plaats Piła.